# 種子島久基
種子島 久基（たねがしま ひさもと、寛文4年9月5日（1664年10月23日） - 寛保元年7月16日（1741年8月26日）は、薩摩藩（鹿児島藩）家臣、種子島氏第19代当主。
幼名は鶴袈裟丸、初名は義時、伊時。通称は三郎次郎、左内、弾正、号栖林。

## 略歴
寛文4年（1664年）9月5日に生まれる。延宝3年（1675年）藩主島津光久の加冠で元服。天和元年（1681年）藩主・光久十一女・千代松と結婚。同年五番組頭、番頭となる。天和3年（1683年）左内と改名。貞享4年（1687年）弾正と改名。同年正室・千代松死去。元禄元年（1688年）藩主・光久十四女・袈裟千代と再婚。元禄2年（1689年）長男・熊袈裟（憲時）誕生。元禄4年（1691年）次男・伝次郎（久達）誕生。元禄8年（1695年）伊時と名を改める。
元禄9年（1696年）父・久時が国老を辞任することを請うも許されず、伊時が島内の政務を代行することとなる。元禄11年（1698年）領内の農民の救済作として、琉球国王尚貞より甘藷一篭を譲り受け、家老西村時乗に命じ領民に栽培させる。このことが、甘藷栽培が全国的に普及する端緒となった。元禄12年（1699年）三ヶ国宗門改惣奉行となる。同年横目頭となる。元禄13年（1700年）藩主・綱貴の江戸出府の供をする。同年、第3代将軍・徳川家光五十年忌の際に、藩主・綱貴の使者として、日光山輪王寺三仏堂に赴き拝礼する。
武田流軍法を和田義之に、本心鏡智流槍術を梅田治繁に、関口流剣術を渋川義方に学び印可を受けており、同年、藩主・綱貴の命で、江戸藩邸において、槍術の演舞を行い賞された。元禄14年（1701年）藩主・綱貴息女・亀姫と、大納言・近衛家久結納の使者として京に赴き、関白・近衛基熙（家久の祖父）、右大臣近衛家熙（家久の父）に拝謁する。同年寺社奉行となる。
宝永元年（1704年）藩主・綱貴が死去し、葬儀の奉行を務める。宝永2年（1705年）勝手方役、若年寄となる。同年近衛家久正室・亀姫が死去し、大徳寺の墓に詣でて焼香する。宝永4年（1706年）藩主・島津吉貴の命で薩摩、大隅、日向の領内を巡察する。宝永5年（1707年）藩主・吉貴の江戸出府の供をする。宝永6年（1708年）徳川家宣の将軍宣下使者として、江戸に下向していた近衛家久に、江戸藩邸で拝謁する。宝永7年（1710年）父の隠居により家督相続し国老となる。
正徳2年（1712年）藩主・吉貴に「久」の字を賜り久基と改名する。享保元年（1716年）藩主・吉貴の江戸出府の供をする。同年藩主・吉貴の供をして江戸城で第8代将軍・徳川吉宗に拝謁する。享保6年（1721年）藩主・島津継豊家督相続の御礼言上の際に江戸城で将軍・吉宗に拝謁する。享保12年（1727年）長男・憲時が死去。次男・時春（久達）を嫡子とする。享保13年（1728年）病により国老辞任を請い、乗輿を許可される。
元文元年（1736年）国老を辞任し、隠居して家督を嫡男・意時（久達）に譲り、栖林と号する。寛保元年（1741年）7月16日鹿児島で死去。享年78。
墓所は種子島氏の二代目の墓所である御拝塔墓地にある。
文久3年（1863年）第23代当主・種子島久道の正室・松寿院によって、久基を祭神とする栖林神社が創建された。

## 系譜
- 父：種子島久時
- 母：北郷久精の娘
- 正室：千代松 - 島津光久の十一女
- 継室：袈裟千代 - 島津光久の十四女
  - 長男：種子島憲時
  - 次男：種子島久達
  - 男子：種子島時興
  - 男子：種子島時純
  - 女子：島津久醇の室
  - 女子：川上久福の室